# Jornalismo 3G
Jornalismo 3G é uma prática relativamente nova, possível, sobretudo, graças ao desenvolvimento da chamada tecnologia da terceira geração (3G), denominada por alguns autores como a banda larga dos celulares. Com o objetivo de atender a premissa do imediatismo, o jornalismo se apropria de recursos técnicos e conexões para estabelecer um ambiente móvel de produção, tornando viável, com uma estrutura menor, a transmissão da notícia do local em que ela acontece. O suporte para o estabelecimento dessa redação móvel só é possível porque os telefones celulares se transformaram em dispositivos híbridos e multifuncionais, com acesso à internet, editor de textos, vídeos e áudio.

## Experiências no Brasil
A primeira empresa a criar um projeto específico de jornalismo 3G foi o Sistema [Jornal do Commercio], do Recife, em novembro de 2007. Dezesseis profissionais, entre jornalistas, fotógrafos e cinegrafistas, utilizavam aparelhos celulares para produzir notícias voltadas para a prestação de serviço. É o Notícia Celular.
Em abril de 2008, a TV Bandeirantes São Paulo realizou a primeira transmissão ao vivo numa emissora de tv, utilizando como suporte um telefone celular 3G.
Um mês depois, o Portal NH, de Novo Hamburgo, no Rio Grande do Sul, fez a primeira transmissão ao vivo para um portal de notícias no Brasil, utilizando a tecnologia 3G. Atualmente, outros veículos de comunicação adotaram a prática como o Extra do Rio de Janeiro e a TV Record que em 2009 produziu a primeira série de reportagens exclusivamente através de celular.